# سوزي راندال
سوز راندال (بالإنجليزية: Suze Randall)‏ (ولدت في 18 مايو 1946) عارضة أمريكية، مصورة، ومصورة إباحية إنجليزية.

## الحياة والعمل
كانت راندال أول مصورة في طاقم العمل لكل من «بلاي بوي» و «هوستلر». هي واحدة من أوائل مخرجات أفلام إباحية؛ صنعت «قبلة وأخبر» في عام 1980.

## روابط خارجية
- سوزي راندال على موقع IMDb (الإنجليزية)
- سوزي راندال على موقع ميوزك برينز (الإنجليزية)
- سوزي راندال على موقع إن إن دي بي (الإنجليزية)
- سوزي راندال على موقع ديسكوغز (الإنجليزية)
- سوزي راندال على موقع قاعدة بيانات الفيلم (الإنجليزية)

- الموقع الرسمي
- Suze Randall في قاعدة بيانات الأفلام على الإنترنت
- "Interview". Klixxx Magazine. مؤرشف من الأصل في 2009-10-04.